# Tetreuaresta bartica
Tetreuaresta bartica är en tvåvingeart som beskrevs av Bates 1933. Tetreuaresta bartica ingår i släktet Tetreuaresta och familjen borrflugor. Inga underarter finns listade i Catalogue of Life.